# 載垣
載垣（穆麟德轉寫：Dzai Yūwan，1816年10月16日—1861年11月8日，嘉慶二十一年八月廿六日卯時—咸豐十一年十月初六日），正藍旗滿洲人，左翼近支宗室正藍旗第二族載字輩，怡親王奕勳次子，第六任怡親王，官至領侍衛內大臣、都統、御前大臣、宗人府宗令、顧命八大臣，辛酉政變以罪賜死。

## 生平
道光元年（1821年）因其長兄載坊薨逝無嗣，二月二十日，道光帝上諭以載垣襲封和碩怡親王。
十三年（1833年）三月初四日，道光帝赴先農壇行耕耤禮，命載垣、鄭親王烏爾恭阿、莊親王奕𧷨推犁五次。
十六年（1836年）三月初四日，道光帝赴先農壇行耕耤禮，命載垣、禮親王全齡、睿親王仁壽推犁五次。八月十三日，奉派前往月壇行禮。
十七年（1837年）三月，授正藍旗宗室總族長。
十八年（1838年）三月十五日，道光帝赴先農壇行耕耤禮，命載垣、禮親王全齡、順承郡王春山推犁五次。閏四月，管理鑲藍旗覺羅學事務。
二十年（1840年）正月十八日，授鑲藍旗蒙古都統。三月初九日，奉派祭祀先農神。四月初一日，道光帝命仁壽為正使、載垣為副使，奉玉冊赴景山觀德殿冊諡孝全皇后；二十八日，奉派赴密雲縣白龍潭祈雨。
二十一年（1841年）正月十五日，署理正白旗領侍衛內大臣。二月初八日，道光帝謁西陵，派載垣及賽音諾顏親王車登巴咱爾充後扈大臣。三月初四日，命在御前大臣行走，次日賞戴三眼花翎。八月初二日，再次署理正白旗領侍衛內大臣。九月十一日，命在御前大臣上學習行走。同月，授鑾儀衛掌衛事大臣。十月初八日，署理正黃旗滿洲都統。十一月二十五日（1842年1月6日），授鑲黃旗領侍衛內大臣。
二十二年（1842年）正月初一日，復授御前大臣。五月初九日，派充閱兵大臣。八月二十四日，載垣奏請補造鑾儀衛遺失金提爐、金香盒、金瓶蓋各一個，道光帝認為鑾儀衛收藏不慎重、未察覺，導致被竊許久，事發後又不能查緝盜賊，補造所需八成黃金一百三十兩由載垣賠繳。九月十五日，調補正藍旗漢軍都統。
二十三年（1843年）正月，因執鐙三等侍衛那瑪善行走錯誤，載垣未即時阻止，遭傳旨申飭。二月，奏報試放造辦處鑄造子母砲，其中第三號砲便捷準確，上諭頒給火器營運用。
二十四年（1844年）三月初六日，署理鑲藍旗漢軍都統。九月，因正藍旗漢軍印房失火，載垣與值宿章京勳舊佐領李忠善、值日章京世管佐領靈保、印務參領福保、郭綬分別遭到交兵部議處。
二十五年（1845年）二月二十二日，調補鑲紅旗滿洲都統。四月，奏參值班時任意鞭打乾清門侍衛二等侍衛佛隆阿的三等侍衛穆克登保。
二十六年（1846年）三月十五日，獲賞穿黃馬褂。五月十三日，署理鑲黃旗漢軍都統。閏五月十七日，授正黃旗領侍衛內大臣。
二十八年（1848年）三月，因秋瀾行宮起行的御路被大車輾壓，奏參管理路況的副都統關福、維祿。十一月，奉旨管理太廟祫祭及近支宗室婚嫁等事務。
三十年（1850年）正月十四日，道光帝病重，載垣與宗人府宗令載銓、御前大臣端華、僧格林沁、軍機大臣穆彰阿、賽尚阿、何汝霖、陳孚恩、季芝昌、總管內務府大臣文慶受顧命，宣讀立皇太子硃諭，午時道光帝駕崩於圓明園，咸豐帝即位。二月，因道光帝遺命罷撤郊祀配位之問題，交給王大臣會同九卿翰詹科道會議、考查古禮，咸豐帝並召見詢問大臣，載垣、仁壽、載銓、端華、僧格林沁與陳孚恩激烈爭辯，舉措失態，載垣等人自請從嚴議處，咸豐帝認為載垣等仁舉措出於忠誠，僅罰俸六個月。二月二十四日，署理鑲藍旗滿洲都統；二十五日，兼署理宗人府左宗正。三月二十一日，奉派前往孝德顯皇后殯宮行百日祭禮。六月，載垣奏報鑾儀衛馴象所象隻不足，上諭寄交雲貴總督程矞采採購象隻解送京師；同月奉派按月輪班守護慕陵。七月，兼充圓明園八旗內務府三旗護軍營掌印總統大臣、虎槍營總統大臣。九月，奉派恭理喪儀。
咸豐元年（1851年）三月十一日，署理正黃旗滿洲都統；二十二日，授十五善射處管理大臣。十月，兼充虎槍營總統大臣。
二年（1852年）二月，咸豐帝奉皇貴太妃往謁西陵，載增奏報沿途後方隨從人員都行走在御道上，參奏相關侍衛、章京。三月，派赴昭顯廟拈香。六月十四日，因大考翰詹時，監試大臣端華違例為學士保清修補試卷，載垣等御前大臣未阻止，遭到交宗人府議處。十二月初五日，載垣奏報兩淮鹽運使自道光七年至咸豐二年共拖欠圓明園八旗內務府三旗護軍營官兵生息銀十六萬二千兩，請兩江總督督飭迅速解交。
三年（1853年）四月初二日，署理正黃旗滿洲都統；二十六日，再次兼署正黃旗滿洲都統。六月，管理鑲紅旗新舊營房事務大臣。九月初十日，兼充管理尚虞備用處事務大臣。十一月，奏報會審廣東已革候選知州馮玉衡堂弟馮仲儒冒名為匪案情。十二月初五日，奏報豐益倉放出的甲米已發霉不堪食用，且有苛扣耽延發放的弊端。
四年（1854年）四月二十日，奉派赴昭顯廟拈香祈雨；二十一日，帶領侍衛十人前往祭奠已故大學士潘世恩；二十七日，再赴昭顯廟拈香。五月初十日，奉派赴黑龍潭拈香。九月十七日，授上書房總諳達。十月，奏報調查鑲白旗蒙古都統柏葰、副都統愛仁、烏爾棍泰揀選族襲佐領錯誤、任意擬定一案，柏葰等堂官遭議處，又因柏葰於調查時向載垣負氣辯論，另交都察院議處。十一月初一日，奏參多爾濟帕拉瑪曠職未到班，多爾濟帕拉瑪被革去上書房蒙古諳達及蒙古奏事侍衛；二十五日，兼署鑲黃旗漢軍都統。十二月十三日，因失察旗人馬甲富升擅自混入軍機處旁的內右門，與眾多值班大臣、侍衛一併遭交兵部議處，隨後處分革職留任、罰俸一年。十二月，奏報催促直隸補交歷年積欠鑾儀衛租庫銀二十一萬四千兩。
五年（1855年）三月，兼充管理武備院事務大臣。五月，奉派赴清漪園龍神廟拈香。七月二十一日，授宗人府宗令。
六年（1856年）二月，署火器營總統大臣。三月初六日，署理正紅旗漢軍都統。十月，兼充玉牒館總裁。十二月十四日，奉派赴先農壇地祇壇祈雪；又奉旨查辦賞給昭烏達盟、卓索圖盟兵丁銀兩發放遲延及私搭鈔票情節。
七年（1857年）正月，因京師米價昂貴，給事中宗稷辰奏請招商買米並捐米平糶，載垣與其他御前大臣、軍機大臣、戶部會議後奏請於米麵價低的寶坻縣、武清縣、奉天府公告招商販運；又會議御史保恒、吳惠元所奏京師發行銅鐵大錢而直隸省未能疏通以致壅滯、應籌劃變通一案，載垣奏請飭令順天府、直隸各地錢糧即自本年上忙起以實銀四成、寶鈔三成；當十銅鐵大錢三成搭交，長蘆鹽課則按三成搭收。五月，載垣等奏請大錢搭收錢糧應先由直隸酌定章程再由戶部核准，才能使中央、地方相符，並於各府設立鈔局，以便鈔票與大錢互相兌換，再以大錢分發各行店按二比八的比例搭配行使。閏五月，載垣議覆認可直隸總督譚廷襄提出的推行大錢鈔票章程：「一、准州縣分設票局；一、持票取錢，先盡餉票給發，餘仍照舊掣字辦理；一、票價隨銀長落；一、加卯鼓鑄，以資搭放」。
八年（1858年）二月，會同軍機大臣、刑部議覆陝西官錢鋪局委員舞弊一案。三月初六日，署理鑲白旗漢軍都統。四月，英法聯軍之役爆發，咸豐帝以桂良、花沙納前往議和，同時以僧格林沁統兵駐守八里橋防備不測，派載垣及綿愉、端華、穆蔭、杜翰為巡防大臣，辦理北京城內各旗營巡防事宜；同月，署理善撲營總統大臣。五月初五日，耆英因與英國議和失敗、追論以往辦理洋務不善而遭到賜死，載垣與端華因曾保奏耆英，一同遭罷免領侍衛內大臣、交宗人府議處。六月，與綿愉、端華會同刑部審訊第一次大沽口之戰戰敗將領副都統富勒敦泰、提督張殿元、總兵達年、副將德魁及退兵避戰的直隸總督譚廷襄。七月，與端華、彭蘊章、柏葰、瑞麟、全慶、基溥奉派辦理東陵平安峪陵區工程。八月，兼充崇文門監督。十月初七日，御史孟傳金舉發中式舉人平齡的朱卷、墨卷不相符，輿論沸騰，請另外舉行覆試，上諭命載垣、端華、全慶、陳孚恩傳訊考官、認真查辦，戊午科順天鄉試科場案爆發；初八日，署理正紅旗漢軍都統；二十九日，上諭褒獎載垣與僧格林沁「內外宣勤、勳勞懋著」，賜紫禁城內乘坐二人椅轎。十二月，載垣奏報於審訊中式舉人平齡時得知前任刑部右侍郎李清鳳之子工部郎中李旦華曾經私下遞送條子給副考官左副都御史程庭桂。
九年（1859年）二月，署管理御鳥槍處事務大臣。二月十三日，載垣等人奏報審結戊午科場案涉案人員、分別定擬，將柏葰擬為斬立決，於是咸豐帝御中南海勤政殿召見大臣，諭旨依擬將柏葰即行處斬，派肅順、趙光赴菜市口監視行刑，並將已革編修浦安、舉人羅鴻繹、主事李鶴齡均照例斬立決，尚書朱鳳標革職，編修鄒石麟、平齡革職永不敘用，其餘涉案舉人、考官由禮部依例議處。載垣、端華、肅順實際主導科場案罪刑定擬，相互勾結，排除異己，為咸豐帝倚重，權勢日漸擴張。三月初一日，受命赴天津視察海防事宜，同月並覆核福州將軍東純奏審官錢局夥買空賣空一案，覆核支持勝保提議推廣捐納事例：候補班及軍務省分人員准於鄰近軍務省分通融捐升、改捐，軍營帶隊差委人員准捐免赴部投供各條；同月二度派赴宣仁廟、凝和廟拈香祈雨。四月，奏報兩江、山東、河南積欠圓明園八旗內務府三旗護軍營生息銀已達三十二萬兩，請飭催繳。五月初四日，署理鑲白旗滿洲都統；同月，奉派偕同彭蘊章查辦戶部郎中鐵錢局監督楊寶臣訐控戶部堂官一案，載垣覆奏鐵錢自前一年起由於散放較多而流通壅滯，非因戶部裁減鑄造所致，至於戶部奏稿是各堂官均畫押，因堂官綿愉、肅順未肯具奏其楊寶臣起擬的奏稿，楊仍堅持己見、向都察院訐控，但所控情節毫無確據，於是楊遭到議處。七月，複審戊午科場案部分涉案人員，工部候補郎中程炳采於父親入闈後公然接收關節條子、交家人胡升轉遞場內，即構成「交通囑託關節」情罪重大，擬斬立決；程庭桂擔任考官，對於兒子轉遞關說並不舉發，有心蒙蔽，雖所收條子有關考生未中式，但交通囑託已成立有據，同擬斬立決，但咸豐帝認不宜父子同時處斬，程庭桂加恩免死發往軍臺效力贖罪，其他免死之涉案考生、考官發往新疆效力贖罪；載垣、端華、全慶、陳孚恩也因未能查出冒名考生遭交宗人府議處。八月，載垣、端華、全慶、陳孚恩因科場案審結遲延，遭吏部議處罰俸一年。十月，左都御史绵森等朝審覆核張汰聰謀殺胞弟張汰訓、呂鳳儀謀殺伊妻張氏二案承辦錯誤，咸豐帝命載垣與綿愉會同都察院再次覆核。十二月，奏報會審戶部寶鈔核對處官吏易換空鈔一案查出案情，並同綿愉、吏部會議具奏定擬刑部秋審失出失入處分章程。
十年（1860年）正月，因本年咸豐帝三旬萬壽節，賞載垣、僧格林沁穿杏黃色端罩及貂褂，並於長春宮賜宴載垣、綿愉、端華、僧格林沁、彭蘊章、穆蔭、匡源、杜翰、文祥。二月，載垣與刑部審訊查出戶部官票所掌關防員外郎景雯收受筆帖式常祿與書吏賄賂、用短號鈔換出長號鈔、收受謝禮，常祿又聽從員外郎色卿額向換鈔商民勒索使費等案情，並奉旨查抄各官吏家產。三月初六日，署理正紅旗漢軍都統；奏請將在圓明園值班違例早退未完成交接之貝子綿勳議處。閏三月初三日，奏報英軍在廣東募湖勇三千人，在該地操演，打算於山東海口一帶空曠地點登陸抄襲；初五日，具奏覆議貝子綿勳案，綿勳遭革去宗人府左宗人、右翼前鋒統領、正黃旗滿洲副都統。五月初九日，載垣會同周祖培擬定河南團練章程十條進呈御覽，上諭以順天府府丞毛昶熙加左副都御史銜作為督辦河南團練大臣馳驛前往河南，並以河南鹽運使銜南汝光道鄭元善幫辦團練，按照章程條款辦理。
六月，因應黃河自咸豐五年六月改道，御史薛書堂、福寬、侍郎宋晉分別奏請裁撤江南河道總督及屬員、改設漕運總督、改易操防營伍、簡選官員駐守宿遷等改制事項，咸豐帝發交御前大臣、軍機大臣、吏部、兵部會議，六月十八日，載垣等議定：江南河道總督統轄三道二十廳文武官員數百員、操防兵及修防兵各數千人，自黃河改道後，舊黃河一帶已無應辦工程，官兵成為冗員，且浪費兵餉，江南河道總督、淮揚道、淮海道應即裁撤，淮徐道改為淮徐揚海兵備道，仍駐徐州，其下轄二十廳一併裁撤，改設徐州府同知一員兼管原運河廳及中河廳事務、淮安府同知一員兼管原高堰廳及山旴廳事務，並由淮安府督捕通判兼管原里河廳事務、揚州府清軍總捕同知兼管原揚河廳及江運廳事務，而各河段泛濫土地改歸各州縣官管轄，其餘管河州同五缺、州判三缺、縣丞十九缺、主簿二十一缺、巡檢十六缺均一併裁撤，清江浦增設淮揚鎮總兵駐劄，原設河標副將、游擊等官兵部分裁撤、部分改制，江北總兵及道員以下改歸漕運總督節制。
七月，英法聯軍攻佔天津，載垣受命與兵部尚書穆蔭以欽差大臣赴通州張家灣接替大學士桂良與英法議和，二十三日，咸豐帝手諭予載垣，告知六條策略。二十五日，咸豐帝以議和不善，撤桂良、恒福欽差大臣，命將欽差關防移交載垣。二十八日，載垣奏報給予英法兩國照會、邀約在河西務商討事宜，二十九日，僧格林沁奏報英方並不回應仍繼續進軍，載垣不能遏止、已返回通州，咸豐帝即決心開戰，命載垣返京。八月初一日，載垣奏報到達天津會晤巴夏禮時，巴夏禮言辭溫馴，且提出與桂良已於天津議定續增條約八條；咸豐帝認為天津通商一事有疑慮，宜先給照會准許英國公使額爾金隨身帶英兵一千人至通州簽約，後再進京換約，而其他英軍只准駐紮張家灣以南五里外；初二日，載垣、穆蔭奏報額爾金已經於和約簽字，咸豐帝諭令桂良與英法兩國商議帶兵進城各限四百名、現銀二百萬兩於二個月內在天津付清。隨後僧格林沁誘捕英方巴夏禮、羅亨利等三十九人並殺害其中二十一人。八月初四日，載垣奏報額爾金即變更要求在京駐軍、入京親向皇帝當面遞交國書、僧格林沁屬下清軍退出通州張家灣，載垣等人不予准許，額爾金則停留於天津，議和作廢，英法再次逼近通州，聲稱帶兵入北京面見皇帝，並劫持了天津府知府石贊清；同日發生張家灣戰役。初七日，咸豐帝以和議失敗，罷黜載垣、穆蔭欽差大臣，改授恭親王奕訢為欽差便宜行事全權大臣督辦議和；同日發生八里橋之戰。隨後英法聯軍攻入北京，載垣隨扈咸豐帝逃往熱河，奕訢完成和議確定後，咸豐帝猶豫是否回京，載垣即隨咸豐帝繼續留駐熱河。十二月初二日（1861年1月12日），載垣因疏於防止圓明園被焚掠，遭交部議處。
十一年（1861年）七月十六日，咸豐帝病危，召御前大臣載垣、端華、景壽、肅順、軍機大臣穆蔭、匡源、杜翰、焦祐瀛繕寫朱諭，立皇長子載淳為皇太子；十七日，咸豐帝駕崩於避暑山莊，載淳即位，載垣與端華、景壽、肅順、穆蔭、匡源、杜翰、焦祐瀛受遺詔輔政，稱「贊襄政務王大臣」，並為恭理喪儀王大臣，奉梓宮回京；二十日，諭令載垣等大臣穿孝百日。此時載垣等人專擅朝政，挾制慈安太后、慈禧太后，恭親王奕訢憂慮有變故，奏請前往行在遭拒絕。
八月初六日，御史董元醇奏〈敬陳管見〉一摺，請兩宮太后垂簾聽政，並請簡選親王議政、選擇大臣為幼帝師傅；八月十一日，兩宮太后召見，載垣、肅順等人堅決反對，並擬旨斥責董元醇，但兩宮將該諭旨留中不發，載垣便於次日威迫兩宮蓋印發出諭旨，激怒了兩宮太后。八月十八日，載垣奏請同治帝與兩宮太后先啟蹕回京。九月初四日，載垣、端華、肅順面奏差使事務過重，請酌量改派，上諭即免去載垣鑾儀衛掌衛事大臣、尚虞備用處管理大臣二職。不久後醇親王奕譞前往行在，兩宮召見後由奕譞繕寫諭旨，辛酉政變開始。九月三十日，明發諭旨列舉載垣等人罪狀：「上年海疆不靖，京師戒嚴，總由在事之王大臣等籌畫乖方所致。載垣等復不能盡心和議，徒以誘獲英國使臣以塞己責，以致失信於各國；淀園被擾，我皇考巡幸熱河，實聖心萬不得已之苦衷也。嗣經總理各國事務衙門王大臣等，將各國應辦事宜妥為經理，都城內外安謐如常，皇考屢召王大臣議回鑾之旨，而載垣、端華、肅順朋比為奸，總以外國情形反覆，力排眾論。皇考宵旰焦勞，更兼口外嚴寒，以致聖體違和，竟於本年七月十七日龍馭上賓，朕搶地呼天，五內如焚。追思載垣等從前蒙蔽之罪，非朕一人痛恨，實天下臣民所痛恨者也。朕御極之初，即欲重治其罪，惟思伊等係顧命之臣，故暫行寬免，以觀後效。孰意八月十一日，朕召見載垣等八人，因御史董元醇敬陳管見一摺內稱：請皇太后暫時權理朝政，俟數年後，朕能親裁庶務，再行歸政；又請於親王中簡派一二人，令其輔弼；又請在大臣中簡派一二人充朕師傅之任。以上三端，深合朕意，雖我朝向無皇太后垂簾之儀，朕受皇考大行皇帝付託之重，惟以國計民生為念，豈能拘守常例？此所謂事貴從權，特面諭載垣等著照所請傳旨。該王大臣奏對時，嘵嘵置辯，已無人臣之禮。擬旨時又陽奉陰違，擅自改寫作為朕旨頒行，是誠何心？且載垣等以不敢專擅為詞，此非專擅之實跡乎？總因朕沖齡，皇太后不能深悉國事，任伊等欺矇，能盡欺天下乎？此皆伊等辜負皇考深恩，朕若再事姑容，何以仰對在天之靈？又何以服天下公論？載垣、端華、肅順著即解任，景壽、穆蔭、匡源、杜翰、焦佑瀛著退出軍機處，派恭親王會同大學士六部九卿翰詹科道將伊等應得之咎，分別輕重，按律秉公具奏。」同一天又諭：「前因載垣、端華、肅順等三人種種跋扈不臣，朕於熱河行宮，命醇郡王奕譞繕就諭旨將載垣等三人解任。茲於本日特旨召見恭親王，帶同大學士桂良、周祖培、軍機大臣戶部左侍郎文祥。乃載垣等肆言不應召見外臣，擅行攔阻，其肆無忌憚，何所底止？前旨僅予解任，實不足以蔽辜，著恭親王奕訢、桂良、周祖培、文祥即行傳旨，將載垣、端華、肅順革去爵職拏問，交宗人府會同大學士九卿翰詹科道嚴行議罪。」載垣即被捕下宗人府獄。
十月初六日（11月8日），廷議擬應按大逆律凌遲處死，兩宮太后召見諸臣詢問有無可寬恕之處，諸臣堅稱載垣、端華、肅順「跋扈不臣，均屬罪大惡極，於國法無可寬宥」，上諭為顧及國體，加恩賜自盡，由肅親王華豐、刑部尚書綿森傳旨且監視自盡。次日，上諭將載垣伏法之事傳達告戒各宗室人員與內外臣工，並將平時攀附載垣的吏部尚書陳孚恩、侍郎黃宗漢、劉崐、成琦、太僕寺少卿德克津太、候補京堂富績革職。十月初十日，少詹事許彭壽、御史林壽圖奏請清理刑獄，上諭為戶部五宇鈔票案翻案，定調為載垣為了立威而羅織罪狀、牽連數百人，有監禁達兩三年者，眾多無辜官員商民，交刑部迅速查明、審結、釋放。十一月初三日，刑部覆奏聲稱五宇鈔票案為載垣一人主導，案內人證都由宗人府密札查傳，羈押於宗人府空屋，載垣獨自審問，不讓刑部官員處理，現將若干商民審明平反；十九日，御史鍾佩賢、給事中孫楫奏請將載垣矯造的諭旨銷除，上諭同意銷除、不記入《實錄》，但由內閣、刑部、軍機處隨同本案檔冊抄錄存查，以保存罪證。十二月初十日，御史任兆堅奏言戊午科場案中柏葰被處死刑是「情罪未明」，請旨昭雪，上諭交禮部、刑部重新調查原案具奏；十九日，上諭認為載垣罪大惡極，但顧念以往濟爾哈朗、允祥的功績，僅將端華、載垣遺留的親王爵位降為不入八分輔國公，並命不得以端華、載垣子孫及親兄弟子姪承襲。
同治元年（1862年）正月二十四日，禮部、刑部覆奏查核戊午科場案，認為柏葰聽受囑託而取中試卷屬實，上諭認為律例並無「僅聽囑託」明文，承審的載垣擅自比照「交通囑託賄買關節」之例擬定斬立決，但其犯罪情節不到如此嚴重，只因載垣與柏葰有私仇，想藉機奪權，且載垣知道咸豐帝痛恨科場舞弊，導致柏葰被處死，但柏葰並非無罪，不應給予平反昭雪，於是將柏葰之子鍾濂引見授官以示寬仁。二月，以莊親王允祿四世孫載泰襲封不入八分輔國公世襲罔替，收繳怡親王府敕書。
三年（1864年），清軍收復江寧府，七月二十五日，加恩賞還鄭親王、怡親王爵位，恢復一切紅白藍甲數及佐領人，命載泰引見候旨承襲。九月，載泰遭革爵，由寧郡王系族弟載敦襲怡親王爵。

## 家族成员
- 六世祖父：清聖祖（1654年—1722年）。
- 六世祖母：敬敏皇貴妃（？年—1699年）。
- 五世祖父：怡賢親王允祥（1686年—1730年），封怡親王，官總理事務王大臣、管理戶部及宗人府事務、圓明園八旗內務府三旗護軍營掌印總統大臣、議政大臣。
- 五世祖母：兆佳氏，尙書瑪爾漢之女，允祥嫡福晉。
- 高祖父：怡僖親王弘曉（1722年—1778年），襲怡親王，官正白旗漢軍都統，管理理藩院事務。
- 高祖母：石佳氏，石中玉之女，弘曉側福晉。
- 曾祖父：怡恭親王永琅（1746年—1799年），襲怡親王，官至總管內務府大臣、正黃旗滿洲都統、圓明園八旗內務府三旗護軍營掌印總統大臣、總管圓明園事務大臣。
- 曾祖母：瓜爾佳氏，前鋒參領德柱之女，永琅嫡福晉。
- 祖父：綿標（1770年—1799年），封不入八分輔國公，官至正藍旗護軍統領、火器營總統大臣，追封怡親王。
- 祖母：劉氏，劉善福之女，綿標側福晉。

### 父母
- 父：怡恪親王奕勳（1793年—1818年），襲封怡親王，諡恪。
- 嫡母：鈕祜祿氏，四川總督和琳孫女、輕車都尉豐紳宜綿之女、宣宗成貴妃姊妹，奕勳嫡福晉。
- 繼母：伊爾根覺羅氏，副都統西寧辦事大臣恆敬[107]之女，奕勳繼福晉。
- 生母：李氏，豐盛額之女，奕勳之妾。

### 兄弟
載垣排行第二，有一兄五弟，另姊妹三。
- 載坊（1816年—1821年），庶母舒氏所生，襲怡親王，早薨。
- 載坪（1817年—1841年），庶母胡氏所生，封三等輔國將軍，官散秩大臣。娶鈕祜祿氏，前鋒統領常喜之女。
- 載圻（1817年—1869年），庶母舒氏所生，封三等輔國將軍，官官一等侍衛侍衛班領。娶沙濟富察氏，副都統阿克蘇辦事大臣誠端之女。
- 載增（1818年—1859年），庶母李氏所生，封三等輔國將軍，官至荊州左翼副都統。娶費莫氏道光二年文進士武英殿大學士文慶之女。
- 載堃（1818年—1853年），庶母胡氏所生，封三等輔國將軍。娶博爾濟吉特氏，一等侍衛多爾濟帕拉木之女。
- 載堪（1818年—1861年），庶母王氏所生，封三等輔國將軍，官至兵部侍郎、左翼前鋒統領。娶博羅特氏，一等誠勇公裕恒之女、和碩額駙散秩大臣德徽姊妹。
- 姊妹一，適土默特右翼旗扎薩克貝勒銜二等台吉領侍衛內大臣德勒克色楞。[108]
- 另二姊妹不詳。

### 妻室
- 嫡福晉：那拉氏，長蘆鹽政延豐之女，按察使福珠隆阿及宣宗和妃姊妹。
- 側福晋：方佳氏，護軍方璧之女。

### 子女
載垣育有二子六女。
- 長子：溥斌（1844年—1908年）[109]，嫡那拉氏所生，賞戴一品頂戴。娶伍彌忒氏，一等繼勇侯杭州將軍倭什訥之女，太子太保西安將軍德楞泰孫女。过继载增子溥新之子毓宝，兼祧两房。溥斌妻之父倭什訥和溥新妻之祖父贵庆曾交好。
- 次子：溥僡（1852年—1856年），庶方佳氏所生，早卒，無嗣。
- 長女（1838年—？年，道光十八年五月十八日寅时生），嫡那拉氏所生，封郡主，咸丰二年十一月適科爾沁扎薩克親王伯彥訥謨祜。
- 次女（1839年—1840年，道光十九年七月十八日卯时—道光二十年正月二十五日寅时），嫡那拉氏所生，早卒。
- 三女（1843年—？年，道光二十三年五月二十五日寅时寅时生），嫡那拉氏所生，同治二年十月適賽音諾顏部中左末旗扎薩克親王達爾瑪。
- 四女（1851年—？年，咸丰元年五月初三日酉时生），庶方佳氏所生，同治六年九月適喀喇沁左翼旗扎薩克貝勒熙凌阿。
- 五女（1853年—1855年，咸丰三年三月二十日寅时—咸丰五年六月十八日巳时），庶方佳氏所生，早卒。
- 六女（1854年—？年，咸丰四年七月十日亥时生），庶方佳氏所生，同治十三年三月適乌梁海氏诺拉桑旺布。